# Oficerska Szkoła Prawnicza
Oficerska Szkoła Prawnicza (OSPrawn.) – szkoła ludowego Wojska Polskiego kształcąca kandydatów na oficerów służby sprawiedliwości.
Szkoła powstała w lipcu 1948 w Warszawie. W lutym 1949 przeniesiono ją do Jeleniej Góry. Zadaniem szkoły było kształcenie oficerów-prawników z przeznaczeniem na sędziów i prokuratorów dla potrzeb wojskowego wymiaru sprawiedliwości. W październiku 1951 szkołę przeniesiono do Mińska Mazowieckiego.
W maju 1954 szkołę ukończyło 38 absolwentów.
W 1954 szkołę rozwiązano tworząc w jej miejsce Fakultet Wojskowo-Prawniczy w Akademii Wojskowo-Politycznej im. Feliksa Dzierżyńskiego w Warszawie.
Komendantami szkoły byli: 
- mjr/ppłk Aleksander Demner - od lipca 1948 - do października 1953
- mjr/ppłk Jerzy Modlinger - od listopada 1953 - do maja 1954
Wykładowcy: 
- Jan Zaborowski
- Józef Badecki

Absolwenci:
- Stefan Michnik